# Unterodenthal
Unterodenthal ist eine Gemarkung mit der Nummer 4951 in der Gemeinde Odenthal im Rheinisch-Bergischen Kreis. Sie setzt sich aus acht einzelnen Fluren zusammen.

## Geographie
Unterodenthal erstreckt sich im südlichen und westlichen Bereich von Odenthal.

### Flure
Nachfolgend werden die Flure von Unterodenthal mit ihren Orten aufgeführt:
- Flur 1: Buchmühle, Dünnerhöfe, Hahnenberg, Osenau, Schöne Aussicht
- Flur 2: Erberich, Farzemich, Glöbusch, Heide, Jungholz, Kursiefen,  Leye, Schlinghofen, Wingensiefen
- Flur 3: Dülmen, Heiderhof, Holz, Porzberg, Straßen
- Flur 4: Blecher, Bohn
- Flur 5: Oberhortenbach
- Flur 6: Funkenhof, Odenthal, Selbach, Stein, Strauweiler
- Flur 7: Höhe, Küchenberg, Lanzemich, Oberbech, Mutz, Unterbech, Voiswinkel
- Flur 8: Buschhorn, Heidberg, Kalmünten, Scharrenberg, Schwarzbroich, (Buschorn, Kalmünten und Scharrenberg gehören heute zu Schildgen, siehe Köln-Gesetz)

Die ehemaligen Flure 9, 10, 11 und 12 gehören seit 1975 gebietsmäßig zum Bergisch Gladbacher Stadtteil Schildgen.

## Geschichte
Die erste bekannte schriftliche Erwähnung stammt aus einer Kirchenrechnung vom 29. Mai 1661. Dort wird „der zeitliche Kirchenmeister Hanß uf der Deunen in Under Othenthal“ aufgeführt.
Unterodenthal gehörte als Unterkirchspiel bis in das 19. Jahrhundert zur Herrschaft Odenthal im Herzogtum Berg. Es beinhaltete das Gebiet der alten Honschaften Blecher, Grimßgewalt und Dorfhonschaft. Aus der Charte des Herzogthums Berg 1789 von Carl Friedrich von Wiebeking geht hervor, dass die Herrschaft in die Bereiche Oberkirspel (Oberes Kirchspiel) und Unterkirspel (Unteres Kirchspiel) gegliedert war. Unterkirspel bildete dann, nachdem das Herzogtum Berg zur preußischen Rheinprovinz gehörte, das Dorf bzw. die Gemeinde Unterodenthal in der Bürgermeisterei Odenthal.

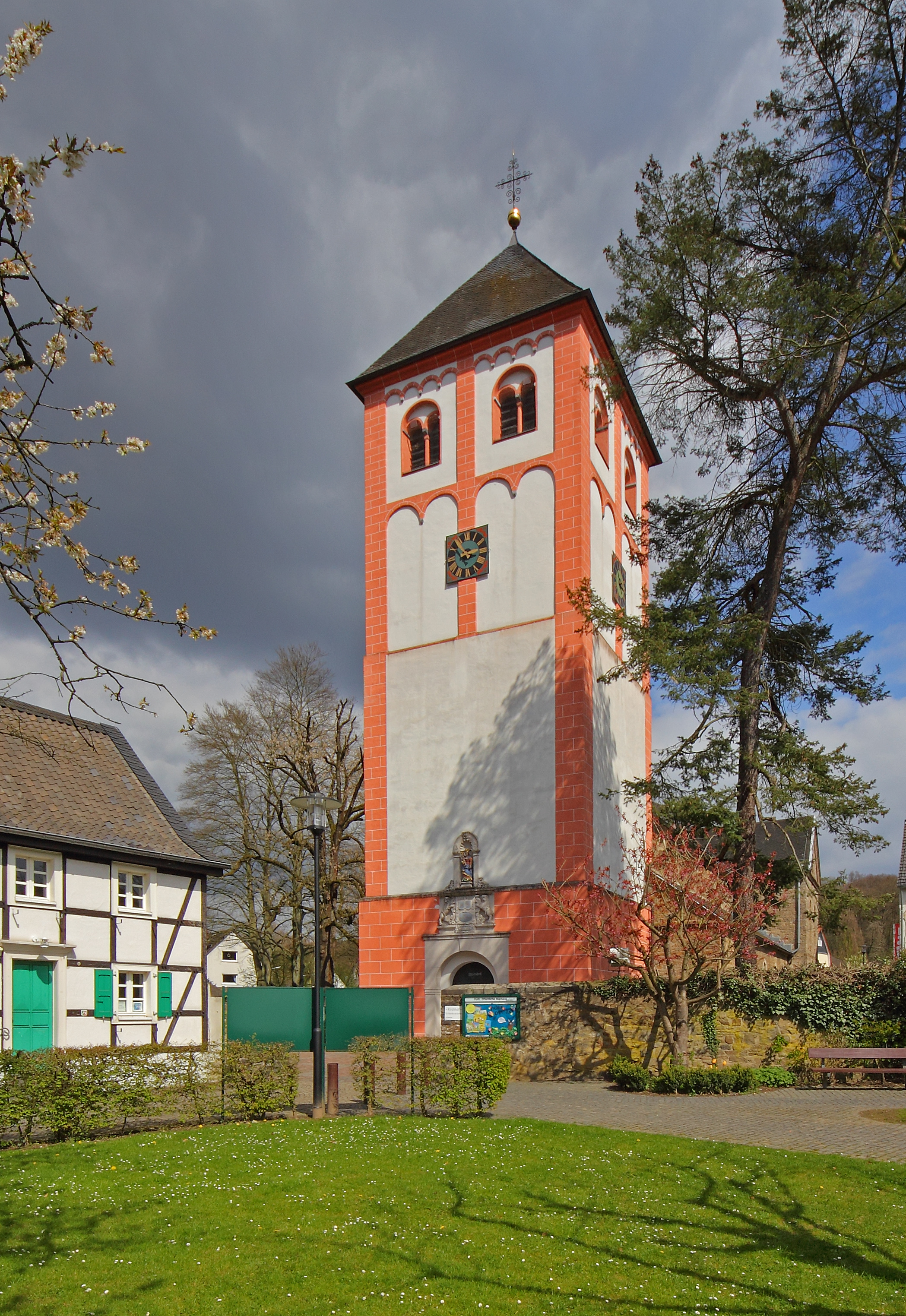
Katholische Pfarrkirche St. Pankratius

## Kirche
Bis in die Neuzeit war ganz Odenthal ein Kirchspiel mit der Pfarrkirche St. Pankratius. Später gab es die Abpfarrung St. Mariä Himmelfahrt in Altenberg  mit der Pfarrkirche Altenberger Dom in Oberodenthal und der Bau der Filialkirche St. Engelbert in Voiswinkel, die seit 1950 besteht und zu Unterodenthal gehört.